# 西脇町 (和歌山県)
西脇町（にしわきちょう）は、和歌山県海草郡にあった町。旧海部郡。

## 歴史
- 1889年（明治22年）4月1日 - 明治大合併による村制施行により、海部郡西脇野村となる。
- 1896年（明治29年）4月1日 - 郡の統合により海部郡が名草郡と合併して海草郡となる[1]。
- 1954年（昭和29年）1月1日 - 西脇野村から西脇町に改称・町制をした。
- 1956年（昭和31年）9月1日 - 市町村合併により安原村，和佐村，東山東村，西山東村とともに和歌山市へ編入。

## 警察管轄署
- 和歌山北警察署
- 和歌山北警察署西脇交番（和歌山市西庄）